# Tintín en el Tíbet
Tintín en el Tíbet (originalmente y en francés: Tintin au Tibet) es vigésimo álbum de aventuras de Tintín, serie de cómics del dibujante belga Hergé. La historieta fue publicada semanalmente desde septiembre de 1958 hasta noviembre de 1959 en la revista Tintín y publicada como libro en 1960. Hergé considera esta como su aventura favorita de Tintín y un esfuerzo emocional, ya que lo creó mientras sufría pesadillas traumáticas y un conflicto personal al decidir dejar a su esposa de tres décadas por una mujer más joven. La historia habla del joven periodista Tintín en busca de su amigo Tchang Tchong Yen, que según las autoridades, ha muerto en un accidente aéreo en el Himalaya. Convencido de que Chang ha sobrevivido, Tintín conduce a sus compañeros a través de la cordillera asiática hasta la meseta del Tíbet, mientras en el camino tienen un encuentro con el misterioso Yeti.
Después de Stock de coque (1958) y su gran número de personajes, Tintín en el Tíbet difiere de otras historias de la serie ya que cuenta con sólo unos pocos personajes conocidos y, también, es la única aventura de Hergé de Tintín en que no se enfrenta a ningún villano. Los temas en la historia de Hergé incluyen la percepción extrasensorial, la mística del budismo tibetano y la amistad. Tintín en el Tíbet ha sido traducido a 32 idiomas, está muy bien considerado por la crítica y ha sido elogiado por el propio Dalái lama, que le otorgó el premio Luz de la Verdad. La historia fue un éxito comercial y se publicó en forma de libro por Casterman poco después de su conclusión; la propia serie se convirtió en una parte definitoria de la tradición del cómic franco-belga. Tintín en el Tíbet fue adaptado a la televisión, la radio, documentales, teatro, y un videojuego, y ha sido objeto de una exposición en el museo.

## Argumento
La aventura comienza en unas vacaciones en un centro turístico en Vargèse (Saboya), en los Alpes franceses, que disfrutan el capitán Haddock, el profesor Tornasol, Milú y Tintín, quien lee acerca de un accidente de avión en el macizo Gosainthān del Himalaya, en el Tíbet. Es entonces cuando tiene una visión de su amigo Tchang Tchong Yen, gravemente herido y pidiendo ayuda en los restos del avión accidentado. Confirmando por los periódicos que Tchang estaba a bordo del avión y convencido de su supervivencia, Tintín vuela a Katmandú con Milú y un escéptico capitán Haddock. Contratan a un sherpa llamado Tharkey y, acompañado por porteadores, viajan por tierra desde Nepal hacia el lugar del accidente.
Los porteadores abandonan por miedo el grupo cuando comienzan a encontrar misteriosas pistas que apuntan a que el legendario Yeti es real, mientras que Tintín, Haddock y Tharkey siguen hasta el lugar del accidente. Tintín se pone en marcha con Milú a rastrear los pasos de Tchang y, después de vislumbrar lo que parece ser una silueta humana en una tormenta de nieve, encuentran una cueva donde Chang ha tallado su nombre en una roca. Tharkey cree que Tintín vio al Yeti y lo convence de abandonar a su amigo y regresar con él a Nepal, ya que el área es demasiado grande y peligrosa para la búsqueda. Sin embargo, Tintín descubre una bufanda en la cara del macizo y concluye que Chang está cerca, por lo que sigue trabajando con el capitán en su búsqueda. Al intentar escalar un acantilado, Haddock resbala y queda colgando, poniendo en peligro a Tintín, que está atado a él. Haddock dice a Tintín que corte la cuerda para salvarse a sí mismo, pero Tintín se niega. Haddock trata de cortarla por sí mismo, pero deja caer su cuchillo, alertando a Tharkey, que ha vuelto a tiempo para rescatarlos. Tratan de instalar un campamento base para pasar la noche, pero pierden su tienda de campaña y deben continuar caminando, hasta que avistan un monasterio budista, antes de ser atrapados por una avalancha.
Rayo Bendito, un monje del monasterio, tiene una visión de Tintín, Milú, Haddock y Tharkey en peligro. Tintín recupera la conciencia y, demasiado débil para caminar, da una nota a Milú para entregar. Milú se dirige al monasterio, pierde el mensaje, pero es reconocido como el perro de la visión del monje. Tintín, Haddock y Tharkey recuperan la conciencia en el monasterio y se presentan ante el Gran Lama, superior del monasterio. El lama dice a Tintín que abandone su búsqueda, pero Rayo Bendito tiene otra visión, a través del cual Tintín se entera de que Tchang sigue vivo dentro de una cueva de la montaña en el Hocico del Yak, donde también reside el Yeti.
Tintín y Haddock viajan al Hocico del Yak y llegan a una cueva. Tintín se aventura adentro y encuentra a Tchang, que tiene fiebre y temblores. El Yeti aparece de repente, revelado como una gran antropoide y reacciona con ira ante el intento de Tintín de llevarse a Tchang. El monstruo se abalanza sobre Tintín y la cámara de fotos del periodista cae, provocando que se dispare la lámpara del flash, lo que acaba espantando al Yeti, que escapa. Chang dice a Tintín que el Yeti le salvó la vida después del accidente. A su regreso a tierras habitadas, los amigos se sorprenden al ser recibidos por el Gran Lama, que presenta a Tintín con un pañuelo de seda en honor a la valentía que ha demostrado por su amigo Tchang. A medida que la expedición emprende el regreso a casa, Tchang reflexiona que el Yeti no es un animal salvaje y tiene un alma humana. El Yeti observa con tristeza desde la distancia cómo se marchan.

## Historia

### Contexto y primeras ideas

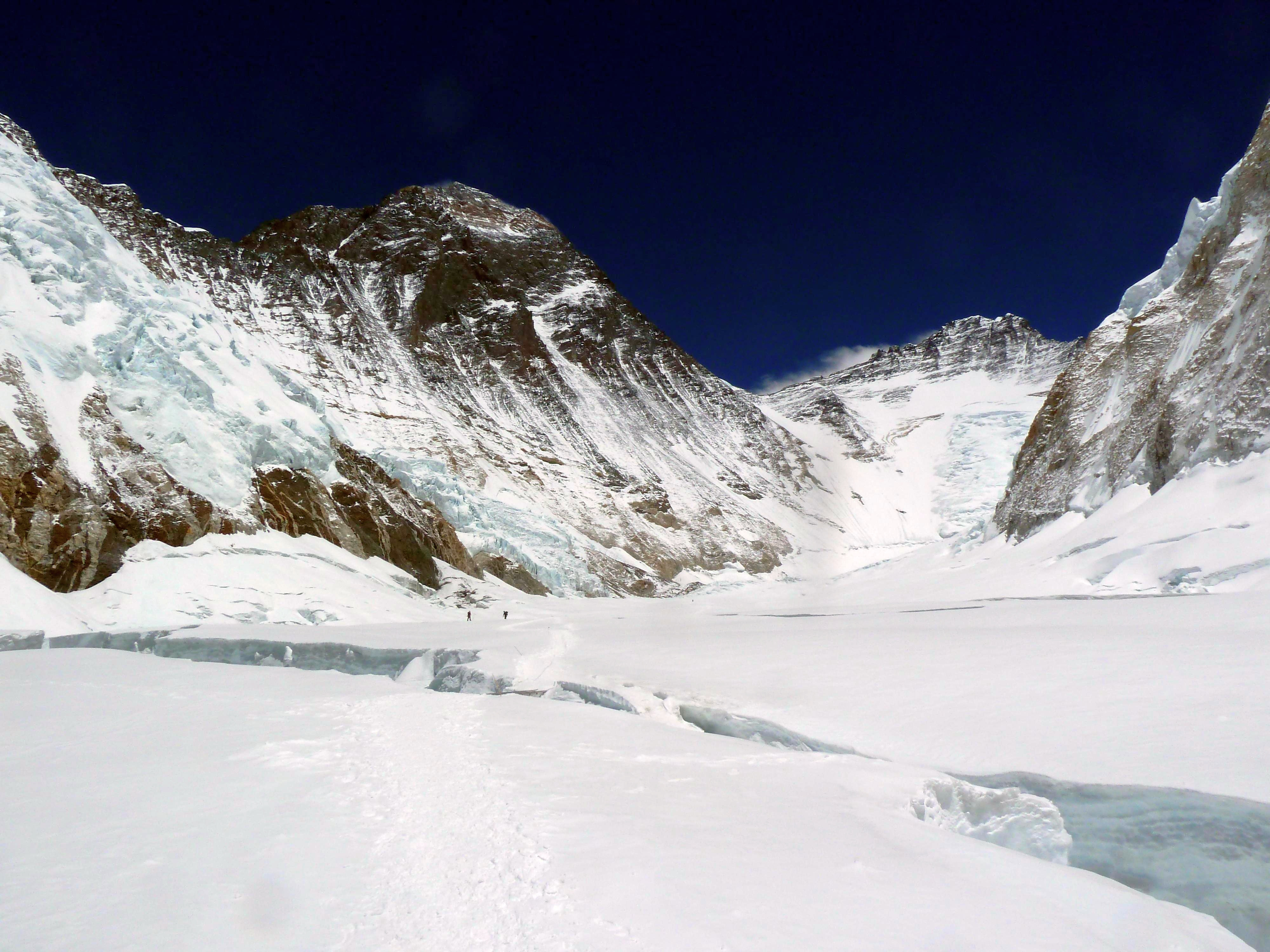
Hergé tenía una importante una colección de recortes y utilizó imágenes similares a esta del entorno tibetano como inspiración para sus dibujos de los paisajes de montaña.

En octubre de 1957, Hergé envió a su editor, Casterman, la portada de su decimonovena aventura completada de Tintín, Stock de coque, y por varias semanas consideró las ideas de la trama de su próxima historia. Recordó con cariño los días de escultismo de su juventud, su primera idea fue enviar a Tintín de regreso a Estados Unidos, al igual que en la tercera aventura, Tintín en América, para ayudar a un grupo de indígenas que defienden su tierra de una gran corporación que deseaba perforar en busca de petróleo. Sin embargo, Hergé creyó que volver al continente americano sería un paso atrás. Otra idea que tenía era Tintín tratando de probar que el mayordomo de Haddock, Néstor, estaba involucrado en un crimen cometido por sus antiguos empleadores, los hermanos Pájaro. Descartado esto también, mantuvo la idea de una aventura sin armas ni violencia. Esta iba a ser la única historia de Tintín sin un antagonista. Una tercera idea enviaría a Tintín y al profesor Tornasol a una región polar cubierta de nieve, donde un grupo de exploradores necesita a Tornasol para salvarlos de una intoxicación alimentaria. Abandonó esta trama también, pero mantuvo la idea de un entorno nevado y decidió centrarse, no en Tornasol, sino en su personaje principal, Tintín.
Un amigo y colaborador de Hergé, Jacques Van Melkebeke, había sugerido en 1954 que crease una historia en el Tíbet, probablemente influenciado por la obra que adaptó para Hergé en la década de 1940, M. Boullock a disparu (La desaparición del Sr. Bullock). Bernard Heuvelmans, un criptozoólogo que había ayudado a Hergé a imaginar la exploración lunar para las dos historias de Objetivo: la Luna y Aterrizaje en la Luna, le había dado una copia de su libro Sur la piste des bêtes ignorées (Tras la pista de animales desconocidos) en 1955, inscribiendo en el interior la sugerencia de que un día Tintín debía conocer al Yeti. En 1958, Hergé decidió que el Tíbet sería el escenario de la próxima aventura de Tintín. Las ideas iniciales para el título eran Le museau de la vache (El hocico de la vaca), Le museau de l'ours (El hocico del oso) y Le museau du yak (El hocico del yak), todos los cuales se refieren a la montaña de la última parte de la historia. Aunque se afirmó inicialmente que la "investigación de mercado" eligió el título de Tintín en el Tíbet ya que las ventas serían mayores si el libro utilizara el nombre de Tintín en el título, el productor de entretenimiento y escritor Harry Thompson sugirió que "el título refleja el carácter individual de la misión [de Tintín]".

### Problemas psicológicos de Hergé
Hergé tuvo un período particularmente traumático en su vida y sufrió una crisis nerviosa. En 1956 se dio cuenta de que había dejado de amar a su mujer Germaine Kieckens, con quien se había casado en 1932, y en 1958, él y Fanny Vlaminck, una dibujante en los Estudios Hergé veintiocho años menor que él, habían desarrollado una profunda atracción mutua. Comenzaron entonces una relación sentimental de forma paralela a su matrimonio y la nueva compañera de Hergé levantó su moral, ya que compartía muchos de sus intereses. Germaine pronto comenzó a interferir en el cortejo, lo que provocó que Hergé admitiese su deseo de mantener una relación con ambas mujeres. Cuando ya no pudo complacer a ambas, empezó a contemplar divorciarse de Germaine para casarse con Fanny. Su educación católica y ética escultista le hicieron sentir, sin embargo, una enorme culpa. Como más tarde reveló al entrevistador Numa Sadoul: 
"Aquello significaba voltear totalmente todos mis valores, ¡menudo shock! Esta fue una grave crisis moral: yo estaba casado y amaba a otra persona; la vida me era imposible con mi esposa, pero por otro lado tenía esta idea de mis tiempos de explorador de dar mi palabra para siempre. Fue una verdadera catástrofe. Yo estaba destrozado por completo".

Durante este período, Hergé tenía pesadillas recurrentes en los que se enfrentó a imágenes de lo que describió como "la belleza y la crueldad del blanco", cuyas visiones de lo que era el blanco y la nieve no podía explicar. Como dijo más tarde a Sadoul: 
"En ese momento, yo estaba pasando por un momento de auténtica crisis y mis sueños eran casi siempre sueños blancos. Y eran muy angustiantes. Tomé nota de ellos y recuerdo uno en el que estaba en una especie de torre compuesta de una serie de rampas. Caían hojas muertas y lo cubrían todo. En un momento determinado, en una alcoba inmaculadamente blanca, apareció un esqueleto blanco que trataba de atraparme. Y luego, al instante, todo alrededor de mí se volvió blanco".
Por consejo de su exeditor Raymond de Becker, Hergé viajó a Zúrich para consultar al psicoanalista suizo Franz Riklin, un estudiante de Carl Jung, para descifrar sus sueños inquietantes. Riklin comprendió la "búsqueda de la pureza" que aparece tan prominentemente en los sueños de Hergé y, en última instancia, en Tintín en el Tíbet. Riklin dijo al autor que debía destruir "el demonio de la pureza" de su mente tan pronto como fuese posible: "No quiero desanimarte, pero nunca se podrá alcanzar el objetivo de su trabajo. Se trata de uno u otro: debe superar su crisis, o continuar con su trabajo. Pero, en su lugar, yo pararía de inmediato".
Aunque Hergé fue tentado a abandonar Tintín a sugerencia de Riklin, en lugar de dedicarse a su hobby de arte abstracto, sintió que el hacerlo sería una aceptación del fracaso. Al final, dejó a su esposa para casarse con Fanny Vlaminck y continuó trabajando en Tintín en el Tíbet, confiando en que completar el libro iba a exorcizar los demonios que él sintió que poseía. "Fue una decisión valiente y una muy buena", dijo el reportero y el experto británico en Tintín Michael Farr. "Pocos problemas, incluido psicológicos, se resuelven mediante el abandono de los mismos". Thompson señaló: "Es irónico, pero no tal vez impredecible, que enfrenta al dilema moral planteado por Riklin, Hergé opta por mantener su palabra de honor de boyscout a Tintín, pero no a Germaine". El experto belga en Tintín Philippe Goddin resume: "[Hergé] trató de recuperar un equilibrio perdido, que impone a su héroe un deseo de buscar la pureza... teniendo en cuenta que es necesario para Tintín ir a través de la experiencia íntima de la angustia y la soledad... y se descubre a sí mismo".

### Influencias
En la creación de Tintín en el Tíbet, Hergé se basó en una serie de influencias. La historia se localiza en el Himalaya, un entorno cubierto de nieve, de acuerdo con sus sueños recurrentes de blancura y su necesidad de crear una aventura que "debe ser un viaje en solitario de la redención" de la "blancura de culpabilidad". La idea de un viaje en solitario lleva a Tintín a ser acompañado únicamente por Milú, su guía y un reacios capitán Haddock, que suministra el contrapunto y humor necesario.

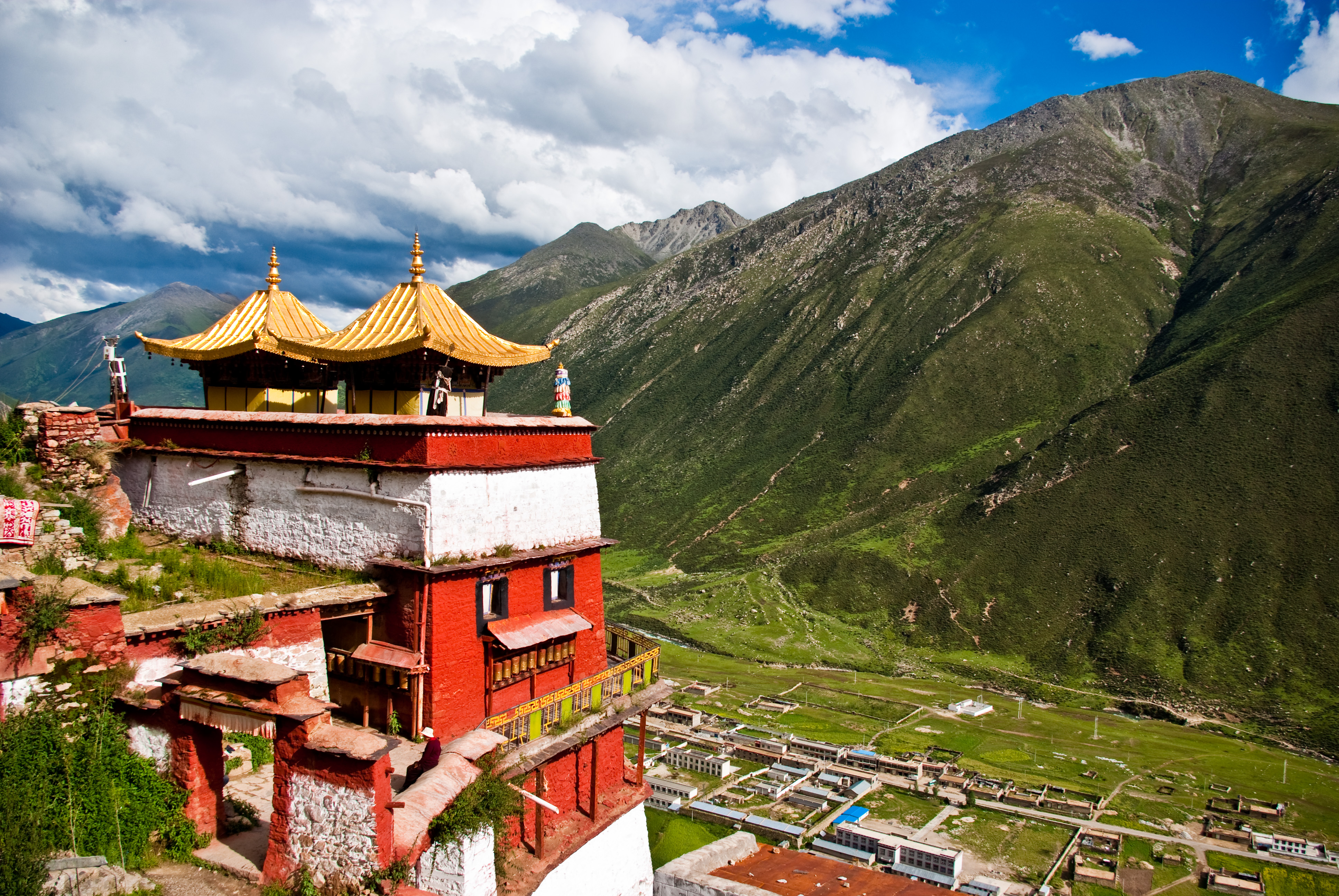
El Monasterio de Drigung, similar al monasterio que aparece en la historia.

Teniendo en cuenta el carácter de Chang, ausente desde El loto azul, Hergé pensó en su amigo artístico chino Zhang Chongren, a quien no había visto desde los días de su amistad más de veinte años atrás. Hergé y Zhang solían pasar todos los domingos juntos, durante los cuales Hergé aprendió mucho sobre la cultura china para su trabajo en El loto azul. Más tarde, Zhang regresó a su tierra natal y Hergé perdió el contacto con su amigo después de la invasión japonesa de China en 1937. Hergé sintió que Tintín Chang debían volverse a ver, del mismo modo que esperaba ver a su amigo de nuevo algún día.
Hergé se documentó extensamente con libros sobre el Tíbet para este proyecto: Tíbet secreto de Fosco Maraini, Siete años en el Tíbet de Heinrich Harrer, Tíbet mi Patria de Tsewang Pemba, Annapurna de Maurice Herzog, El tercer ojo del desacreditado autor Lobsang Rampa y los libros de la exploradora belga y espiritualista Alexandra David-Neel. Hergé visitó la Sociedad Belga Alpina para examinar su colección fotográfica del Himalaya, y ellos le enviaron el trabajo que hizo el fotógrafo Richard Lannoy en la India. Los modelos de los dibujos de monjes con instrumentos musicales, sherpas con mochilas y los restos del avión vinieron de recortes que Hergé había acumulado a partir de fuentes tales como National Geographic. Los miembros de los Estudios Hergé ayudaron a reunir otros materiales de origen; por ejemplo, el colaborador Jacques Martin investigó y dibujó los trajes de la historieta.
Para obtener información sobre el Yeti, que se representa como una criatura benevolente, Hergé se puso en contacto con su amigo Bernard Heuvelmans, el autor de Tras el rastro de los animales desconocidos. Después de volver a leer la descripción del Yeti de Heuvelmans, Hergé pasó a investigar la especie críptica tanto como le fue posible. Hergé entrevistó a alpinistas, entre ellos Herzog, que había visto las huellas de lo que creía que era un enorme bípedo que se detuvo al pie de una pared de roca sobre el Annapurna. Incluso el cuidado de la criatura con Chang deriva del relato de un sherpa de un Yeti que rescató a una niña en circunstancias similares. Otra influencia vino de Fanny Vlaminck, que estaba interesada en la percepción extrasensorial y la mística del budismo tibetano, temas prominentes en la historia, que también fascinaban a Hergé.

### Publicación
Estudios Hergé serializó Tintín en el Tíbet semanalmente desde septiembre de 1958 hasta noviembre de 1959, dos páginas por semana, en la revista Tintín. Debido a su deseo de exactitud, Hergé agregó el logotipo de Air India a los escombros accidente aéreo. Sin embargo, un representante de Air India se quejó a Hergé acerca de la publicidad adversa que la línea aérea podría sufrir, argumentando: "Es escandaloso, ninguno de nuestros aviones se ha estrellado jamás; nos han hecho un mal considerable". Air India había cooperado con Hergé, ayudando a su investigación proporcionando material, fotografías de la época, y grabaciones de video de India y Nepal, en particular de Delhi y Katmandú. Mientras que el número de la cola del avión accidentado mantuvo el "VT", el código de país para los aviones de la India, Hergé acordó cambiar el logotipo de la aerolínea en la edición publicada por la ficticia Sari-Airways, y señaló que había muchas líneas aéreas indias, por lo que fuera posible que haya realmente un Sari-Airways.
Durante el desarrollo de la historia, los miembros de los Estudios se enfrentaron a Hergé por las preocupaciones sobre algunos elementos de Tintín en el Tíbet. Bob de Moor temía que la escena en la que Haddock se estrella contra una estupa fuese una falta de respeto a los budistas. Jacques van Melkebeke sugirió que el Yeti no podía representarse para crear una sensación de enigma; Hergé mostró su desacuerdo, creyendo que iba a decepcionar a sus lectores infantiles.
Después de la conclusión de la serie, Hergé trabajó con su editor, Casterman, para producir la obra en forma de libro. En el diseño original de Hergé para la portada aparece Tintín y su expedición de pie sobre un fondo de color blanco puro. Casterman lo consideró demasiado abstracto, por lo que Hergé agregó una cadena montañosa en la parte superior. El biógrafo Benoît Peeters expresó que, al hacerlo, la imagen fue privada de una parte de su "fuerza y originalidad".
Durante la producción, Hergé se mantuvo al tanto de los acontecimientos políticos turbulentos en el Tíbet. En marzo de 1959, el líder político y espiritual más importante del Tíbet, el Dalái lama, huyó a la región en un exilio autoimpuesto a la India tras desacuerdos con el Partido Comunista de China. En mayo de 2001, cuando Tintín en el Tíbet fue publicado en la República Popular de China, las autoridades estatales cambiaron el nombre por el de Tintín en el Tíbet chino. Cuando Casterman y la Fundación Hergé protestaron, las autoridades restauraron el título original del libro.

### Pies de página
1. ↑  Aunque se separó de ella, Hergé visitaba a Germaine cada lunes.[29] Su divorcio se consumó diecisiete años después, en 1977.[30]

1. ↑  Por ejemplo, Zhang enseñó a Hergé la caligrafía china, lo que explica el dominio de Hergé de las letras distintivas que se ve mejor en los títulos de cualquier portada de Tintín.[35]

1. ↑  Años después en 1981, poco antes del fallecimiento de Hergé en 1983, Zhang fue localizado y se reunió con Hergé en Bruselas.[38]

1. ↑  El autor de El tercer ojo, que se suponía era la autobiografía de un monje del Tíbet, se descubrió ser en realidad un fontanero británico que en 1958 escribió dicho bestseller.[39]

1. ↑  Air India se mantuvo en la historieta, la aerolínea con la que Tintin, Milú y Haddock vuelan desde Europa a Delhi y Katmandú.[51]